# La Aceña de la Borrega
La Aceña de la Borrega es una entidad singular de población del municipio español de Valencia de Alcántara, perteneciente a la provincia de Cáceres, en la comunidad autónoma de Extremadura. En 2021 tenía 117 habitantes, según el Nomenclátor del INE.

## Ubicación
Se ubica en la zona más meridional del municipio, unos 3 km al noreste de La Raya y unos 4 km al oeste del límite con la provincia de Badajoz. Se accede desde la villa capital del municipio a través de la carretera provincial CC-112, que une la carretera nacional N-521 en las afueras meridionales de la villa con la pedanía de Alcorneo. Dentro de la carretera provincial, La Aceña de la Borrega se ubica a medio camino entre Alcorneo y Las Lanchuelas.

## Cultura

### Patrimonio material
- Iglesia de Nuestra Señora del Rosario de Fátima.[3]
- Dolmen del Mellizo, Data I y II y Cajirón I y II.
- Monumento Natural del Berrocal de La Data.
- Cerca se encuentra la ermita de la Virgen de la Cabeza, del siglo XV.[2]

### Patrimonio inmaterial
- Fiestas patronales en mayo en honor de la Virgen de Fátima.[4]